# Katakura Muranobu
Katakura Muranobu est un nom japonais traditionnel ; le nom de famille (ou le nom d'école), Katakura, précède donc le prénom (ou le nom d'artiste).
Katakura Muranobu (片倉村信) est un samouraï de l'époque d'Edo. Important obligé du domaine de Sendai, il est le 6e Katakura kojūrō.

## Référence
- (en) Cet article est partiellement ou en totalité issu de l’article de Wikipédia en anglais intitulé « Katakura Muranobu » (voir la liste des auteurs).